# Calophasia naruensis
Calophasia naruensis là một loài bướm đêm trong họ Noctuidae.